# Unsworth Heights
Unsworth Heights est une banlieue de la ville de North Shore dans la zone métropolitaine de la cité d’Auckland située dans la partie nord de la l’Île du Nord de la Nouvelle-Zélande. 

## Situation
La route State Highway 18 (en) (aussi nommée : « Upper Harbour Highway ») passe au nord de la banlieue et la « Albany Highway » vers le sud. 
Les deux routes se croisent juste à l’ouest de la localité de Unsworth Heights. 
« Unsworth Reserve » est située à l’est .

## Démographie
Unsworth Heights, comprenant la zone statistique de « Unsworth Heights West » et «Unsworth Heights East », avait une population de 5 889 habitants lors du recensement de 2018 en Nouvelle-Zélande en augmentation de 387 personnes soit 7.0 % depuis le recensement de 2013 en Nouvelle-Zélande, et une augmentation de 639 personnes(12.2 %) depuis le recensement de 2006 en Nouvelle-Zélande. 
Il y avait 1,860 logements. 
On notait la présence de 2 889 hommes et 3 003 femmes, donnant un sexe-ratio de 0.96 hommes pour une femme, avec 945 personnes (soit 16.0 %) âgées de moins de 15 ans, 1 335 personnes (soit 22.7 %) âgées de 15 à 29 ans, 2 766 personnes (soit  47.0 %) âgées de 30 à 64 ans, et 849 personnes (soit 14.4%) âgées de 65 ans ou plus.
L’ethnicité était pour 45.8% européens/Pākehā, 5.0% Māori, 3.8% personnes du Pacifique, 42.3% Asiatiques et 10.1% d’autres ethnicités (le total peut faire plus de 100% dans la mesure où une personne peut s’identifier de multiples ethnies).
La proportion de personnes nées outre-mer était de 56.5%, comparée avec les 27.1 % au niveau national.
Bien que certaines personnes objectent de donner leur religion, 40.2% n’ont aucune religion, 42.9 % étaient chrétiens, et 12.7% avaient une autre religion.
Parmi ceux de plus de 15 ans d’âge, 1 656 personnes (soit 33.5 %)  avaient le niveau de bachelier ou un degré supérieur, et 525 personnes (soit 10.6%) n’avaient aucune qualification formelle. 
Le statut d’emploi de ceux de plus de 15 ans ou plus était pour 2 583 personnes (soit 52.2 %) employées à plein temps, pour 684 personnes ( soit 13.8 %) étaient employées à temps partiel et 174 personnes (soit 3.5%) étaient sans emplois 

## Éducation
- L’école « Westminster Christian School » fut établie en 1981 pour fournir une éducation pour les enfants des familles chrétiennes, en utilisant un cursus centré sur le Christ, fondé sur les conceptions du monde du point de vue Biblique.

C’est une école primaire interconfessionnelle,intégrée au public, mixte, assurant tout le primaire, de l’entrée jusqu’à l’année 8. 
L’école a un effectif de 335 élèves en mars 2021.
L’école est installée sur un site ensoleillé de 2 ¹⁄₂ hectares au niveau de la banlieue d’Albany, sur le North Shore de la cité d’Auckland.
L’environnement clair et les arbres biens établis fournissent un arrière plan calme pour les bâtiments modernes, les salles de classe et les aires de jeux.